# Antipathella fiordensis
Antipathella fiordensis is een Antipathariasoort uit de familie van de Myriopathidae. De wetenschappelijke naam van de soort is voor het eerst geldig gepubliceerd in 1990 door Grange.